# Gerhard Schröder (Historiker)
Gerhard Schröder (* 21. Januar 1908 in Stendal; † 12. Juli 1944 in der Normandie) war ein deutscher Historiker und Geschäftsführer des nationalsozialistischen Reichsinstituts für Geschichte des neuen Deutschland.

## Leben
Geboren am 21. Januar 1908 in Stendal als Sohn eines Eisenbahn-Lademeisters, jedoch, wie er gern betonte, aus pommerschen Bauernfamilien stammend, hatte Gerhard Schröder seit 1926 in Göttingen und Königsberg Geschichte, Philosophie, Pädagogik und Germanistik studiert, ohne zu einem Abschluss gekommen zu sein. Ursprünglich Mitglied der Turnerschaft Ghibellinia Göttingen, hatte er sich in den studentischen Auseinandersetzungen mit Kultusminister Becker engagiert und bereits auf Lagern und Reisen für die „Revolutionierung des Hochschulwesens und des studentischen Lebens“ gewirkt, als er 1931 den Weg zur NSDAP fand und nunmehr als Parteimitglied, SA-Mann, Parteiredner und vor allem NS-Studentenführer in Göttingen im gleichen Sinne weiter tätig war, auf Reisen vielfach auch in den „Grenzlanden des Reiches“. 
1932 siedelte Schröder, inzwischen der Gefolgschaft Ernst Kriecks zugehörig, nach Berlin über und wurde im Jahr darauf Berliner Schriftleiter und Verweser der von Krieck in Heidelberg herausgegebenen Zeitschrift Volk im Werden. Zur gleichen Zeit wurde er in die Reichsleitung der Studentenschaft berufen und festangestellter Schriftleiter (späterer Titel: Hauptschriftleiter) des amtlichen Organs Der Deutsche Student. Ab 1935 war er als Assistent Walter Franks und Geschäftsführer des Reichsinstituts für Geschichte des neuen Deutschland tätig.
1939 erschien Schröders Dissertation Geschichtsschreibung als politische Erziehungsmacht. Darin polemisierte der nationalsozialistische Ideologe gegen Karl Lamprecht, dem er ein „blutloses Gedankengebilde“ vorwarf, ebenso wie gegen Jacob Burckhardt und seine „pazifizierte, apolitische, aus dem satten Schweizer „Kantönligeist“ gewachsene Kulturhistorie, gegen die von Zweifeln getragene Geschichtsschreibung einer müde gewordenen Generation von Epigonen, denen das für eine vitale Historiographie lebenswichtige Vitamin des politischen Engagements nicht mehr zur Verfügung“ stehe. Eine „blutvolle Geschichtsschreibung“ sollte charakterformend, gesinnungs- und willensbildend wirken, den Nationalstolz wecken. In der Historischen Zeitschrift erhielt die Dissertation scharfe Kritik von Heinrich von Srbik. Insbesondere verteidigte Srbik Friedrich Meinecke gegen den Vorwurf Schröders, er sei „als Prototyp der charakterlichen Ermüdung und des akademischen Epigonentums..., als typische Erscheinung eines sterilen Zeitalters ohne politischen Nerv, der Liebe ohne Begehren, der Erstarrung und Verengung der deutschen Geschichtsschreibung“ zu werten.
Gleich nach Beginn des Zweiten Weltkriegs wurde Schröder zur Wehrmacht eingezogen, nahm am russischen und polnischen Feldzug teil und wurde mit dem Eisernen Kreuz 1. Klasse ausgezeichnet. In der Schlacht um Saint-Lô führte er an Stelle des verwundeten Bataillonskommandeurs dessen Bataillon und kam dort im Juli 1944 nach der alliierten Landung in der Normandie ums Leben.
Schröder wurde im Nachruf des Reichsinstituts als „ein nationalsozialistischer Kämpfer, der Typ des politischen Soldaten“ beschrieben, – die Verkörperung all dessen, was sich Walter Frank unter „wissenschaftlichem Soldatentum“ vorstellte in einer Geschichtsschreibung, die ja das „Sturmlied der SA rückwärts fortzusetzen“ hatte.

## Schriften
- Student und Hochschule im Rahmen der Nationalerziehung, in: Politische Erziehung, Jg. 1, 1933, H. 4, S. 20
- Geschichte des deutschen Volkes. Ein Grundriß, Leipzig 1937
- Geschichtsschreibung als politische Erziehungsmacht, Hamburg 1939